# انقلاب لاپاز
شهر لاپاز، در منطقه پرو علیا (بولیوی کنونی که آن زمان بخشی از نایب السلطنه ریو د لا پلاتا بود) در سال ۱۸۰۹ انقلابی را تجربه کرد که طی آن مقامات اسپانیا را خلع ید کرده و استقلال خود را اعلام کردند. این یکی از مراحل ابتدایی جنگ‌های استقلال آمریکای اسپانیا و وقایع پیشینی استقلال بولیوی محسوب می‌شود. با این حال، انقلاب اندکی بعد شکست خورد و شهر دوباره تحت تسلط حکومت اسپانیا قرار گرفت.